# Ctenomys mendocinus
Ctenomys mendocinus är en däggdjursart som beskrevs av Philippi 1869. Ctenomys mendocinus ingår i släktet kamråttor, och familjen buskråttor. IUCN kategoriserar arten globalt som livskraftig. Inga underarter finns listade i Catalogue of Life.
Honor är med en genomsnittlig kroppslängd (huvud och bål) av 24,7 cm och en svanslängd av cirka 7,7 cm mindre än hanar. De senare blir ungefär 26,2 cm lång och har en cirka 8,2 cm lång svans. Grundfärgen av pälsen är ljusbrun till ljusgrå med några röda skuggor. Pälsen är mörkare där några svarta hår är inblandade. De svarta håren saknas på undersidan och på en längsgående linje på ryggens mitt som därför är ljusare till vitaktig. Arten skiljer sig även i avvikande detaljer av skallens och tändernas konstruktion från andra kamråttor.
Arten förekommer i centrala Argentina från kulliga områden som ligger 460 meter över havet till Andernas östra sluttningar vid 3400 meter över havet. Den lever i gräsmarker med några glest fördelade buskar och andra växter.
Individerna gräver tunnlar som varierar i längden beroende på kön. Hos hanar är de i genomsnitt 51 meter långa och hos honor ungefär 22 meter långa. Båda kön träffas bara för parningen. Annars har varje individ ett avgränsat revir. Trots sitt underjordiska gömställe letar arten på markytan efter föda som består av gräs och av gröna delar från buskar. Fortplantningen sker mellan juli och mars. Honor är cirka tre månader dräktig och föder sedan 1 till 4 ungar.